# TCG Demirhisar (1940)
«Демірхісар» (англ. TCG Demirhisar (1940) — військовий корабель, ескадрений міноносець типу «Демірхісар» Військово-морських сил Туреччини.
Ескадрений міноносець «Демірхісар» був замовлений Туреччиною в британському адміралтействі, як один з есмінців типу «I», які в цей час мали надійти на озброєння Королівського флоту Великої Британії. 1939 році на верфі компанії William Denny and Brothers у Дамбартоні відбулася закладка судна. У 1940 році він був спущений на воду, а наступного року будівництво корабля було завершене. У 1942 році есмінець був переведений до Туреччини, де незабаром увійшов до складу ВМС країни. «Демірхісар» проходив службу у складі турецьких ВМС у роки Другої світової війни та післявоєнний час до 1960 року.